# Hadennia purifascia
Hadennia purifascia là một loài bướm đêm trong họ Noctuidae.